# Meisjesgraf (Boxmeer)
Het meisjesgraf is een marmeren grafteken op de R.K. begraafplaats in Boxmeer. Het grafteken bestaat uit een marmeren kinderfiguur op een hardstenen sokkel. Het is sinds 18 december 2003 benoemd tot rijksmonument.
Het graf toont een meisjesfiguur dat op de rechterzij ligt. Het meisje ligt in een houding alsof zij ligt te slapen: hoofd op een kussen en een arm onder het hoofd. Naast het meisje ligt een geknakte bloem.
Het monument is op 14 maart 2004 in het monumentenregister ingeschreven met de volgende redenen: 
- de ouderdom van het monument
- de gaafheid van het monument
- voor de funeraire cultuur van Nederland is het een belangrijk monument
- voor de, zelf eveneens beschermde, begraafplaats is het monument een karakteristiek onderdeel